# Gare de Nayoro
La gare de Nayoro (名寄駅, Nayoro-eki) est une gare ferroviaire de la ville de Nayoro, à Hokkaidō au Japon. La gare est exploitée par la compagnie JR Hokkaido.

## Situation ferroviaire
La gare de Nayoro est située au point kilométrique (PK) 76,2 de la ligne principale Sōya.

## Historique
La gare de Nayoro a été inaugurée le 3 septembre 1903.

## Service des voyageurs

### Accueil
La gare dispose d'un bâtiment voyageurs, avec guichets, ouvert tous les jours.

### Desserte
- Ligne principale Sōya :
  - voie 1: direction Asahikawa et Sapporo
  - voie 2 : direction Wakkanai